# 서배너 리 스미스
서배너 리 스미스(Savannah Lee Smith, 2000년 7월 27일 ~ )는 미국의 배우이다.

## 출연 작품
- 가십걸 (2021-23)
- 사랑보다 아름다운 유혹 (미정)